# Hugo MacNeill
Hugh Patrick MacNeill (Dublín, 16 de septiembre de 1958) es un exjugador irlandés de rugby que se desempeñaba como fullback. Actualmente es empresario.

## Biografía
Debutó en la primera del equipo de la Universidad de Oxford donde fue estudiante y se recibió en Administración de empresas.
Tras recibirse en la Universidad jugó en London Irish durante su vivencia en Londres, regresó a Irlanda en 1986 donde continuó jugando hasta su retiro en 1990.
Actualmente preside la candidatura de Irlanda para albergar la Copa Mundial de Rugby de 2023.

## Selección nacional
MacNeill representó al XV del Trébol por primera vez frente a Les Bleus y se retiró de ella el 23 de abril de 1988 ante el XV de la Rosa. En total jugó 37 partidos y marcó 46 puntos.

### Participaciones en Copas del Mundo
Sólo disputó una Copa del Mundo; Nueva Zelanda 1987 donde fue el máximo anotador de tries del equipo irlandés.
| Mundial                       | Sede          | Resultado        | PJ | Tries |
| ----------------------------- | ------------- | ---------------- | -- | ----- |
| Copa Mundial de Rugby de 1987 | Nueva Zelanda | Cuartos de final | 4  | 4     |

## British and Irish Lions
Fue convocado a los Lions para la gira a Nueva Zelanda 1983, jugó los tres test machtes.

## Palmarés
- Campeón del Torneo de las Cinco Naciones de 1982 y 1985.